# 세르탕

세르탕의 위치

세르탕(포르투갈어: Sertã)은 포르투갈 카스텔루브랑쿠 현에 위치한 도시로 면적은 446.73km2, 인구는 15,880명(2011년 기준), 인구 밀도는 36명/km2이다.

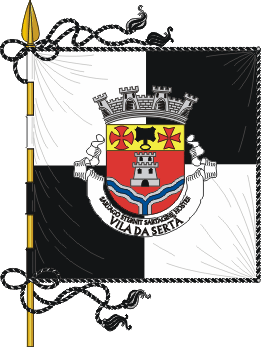
시기
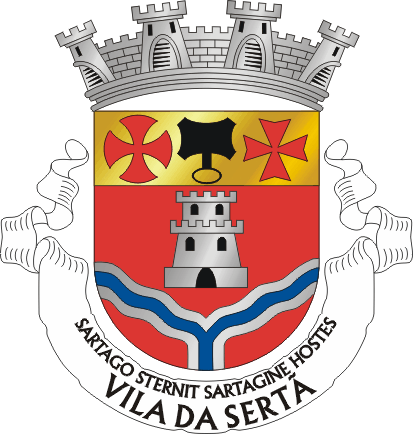
시 문장